# Восс-и-Хиль, Алехандро
Алехандро Восс-и-Хиль (исп. Alejandro Woss y Gil; 5 мая 1856, провинция Эль-Сейбо, Доминиканская Республика — 20 января 1932, Санто-Доминго, Доминиканская Республика) — доминиканский военный и государственный деятель, президент Доминиканской Республики (1885—1887 и 1903).

## Биография
Родился в семье Карлоса Восса-и-Леона (исп. Carlos Woss y León) и Аны Марии Линарес Ортис (исп. Ana María Linares Ortiz). Окончил  юридический факультет Профессионального института Санто-Доминго, занимался адвокатской деятельностью, затем присоединился к войскам Улиссеса Эро и дослужился до генеральского звания.
После отставки президента Франсиско Грегорио Биллини, в администрации которого он с 1884 года занимал пост вице-президента, в мае 1885 года в возрасте всего 29 лет ог становится во главе Доминиканской Республики. На этом посту он занялся развитием промышленных предприятий (созданием фабрик по производству фосфора и свечей), а также подписанием внешнеторговых договоров с другими государствами. В то же время продолжались столкновения с его политическими противниками (подавил две попытки переворота), верными бывшему президенту Сесарео Гильермо, чей арест и судебное преследование довели экс-президента до самоубийства. Эти события привели к усилению позиций Эро, который занял пост президента. Во время его правления политик занимал посты министра общественных работ, иностранных дел и военно-морского министра, финансов и торговли, внутренних дел и юстиции.
В 1896—1899 годах — посол в США, на этом посту стремился улучшить двусторонние экономические отношения. 
В марте 1903 года в условиях угрозы вторжения со стороны Соединенных Штатов возглавил переворот и сместил с должности главы государства Орасио Васкеса, вновь заняв пост президента Доминиканской Республики (получил 509 из 537 голосов выборщиков). После вступления в должность обнаружил страну в состоянии банкротства из-за бремени ранее взятых долгов и наложенных эмбарго. Это привело его к решению о продаже части национальной территории, что в свою очередь спровоцйровало военный переворот и его свержение в ноябре 1903 года генералом Карлосом Фелипе Моралесом. Это событие получило название «Юнионистской революции», поскольку объединило противоборствующие силы: «орасистов» (сторонников Орасио Васкеса) и «хименистов», поддерживавших Хуана Исидро Хименеса в борьбе против приверженцев Улиссеса Эро.
После свержения с поста главы государства отправился в изгнание. В 1912 году вернулся в Доминиканскую Республику и возобновил адвокатскую практику, окончательно уйдя из общественно-политической жизни.
Его дочь, Селесте Восс-и-Хиль (1890—1985), стала известной доминиканской художницей. 